# Corralón

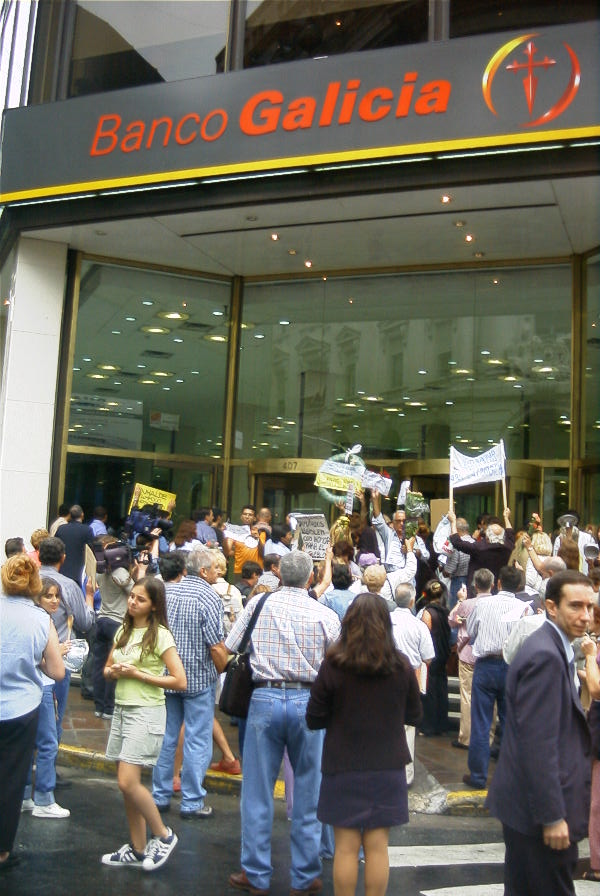
Manifestación contra el "Corralón" en Buenos Aires, 2002.

Se conoce como Corralón las medidas económicas del presidente Eduardo Duhalde de pesificación asimétrica. Se llamó Corralón, para diferenciarlo del corralito que solo restringía el retiro de efectivo.
Al asumir, Duhalde aseguró que "... van a ser respetadas las monedas en que fueron pactados originalmente los depósitos (...) el que depositó dólares recibirá dólares...el que depositó pesos recibirá pesos.".

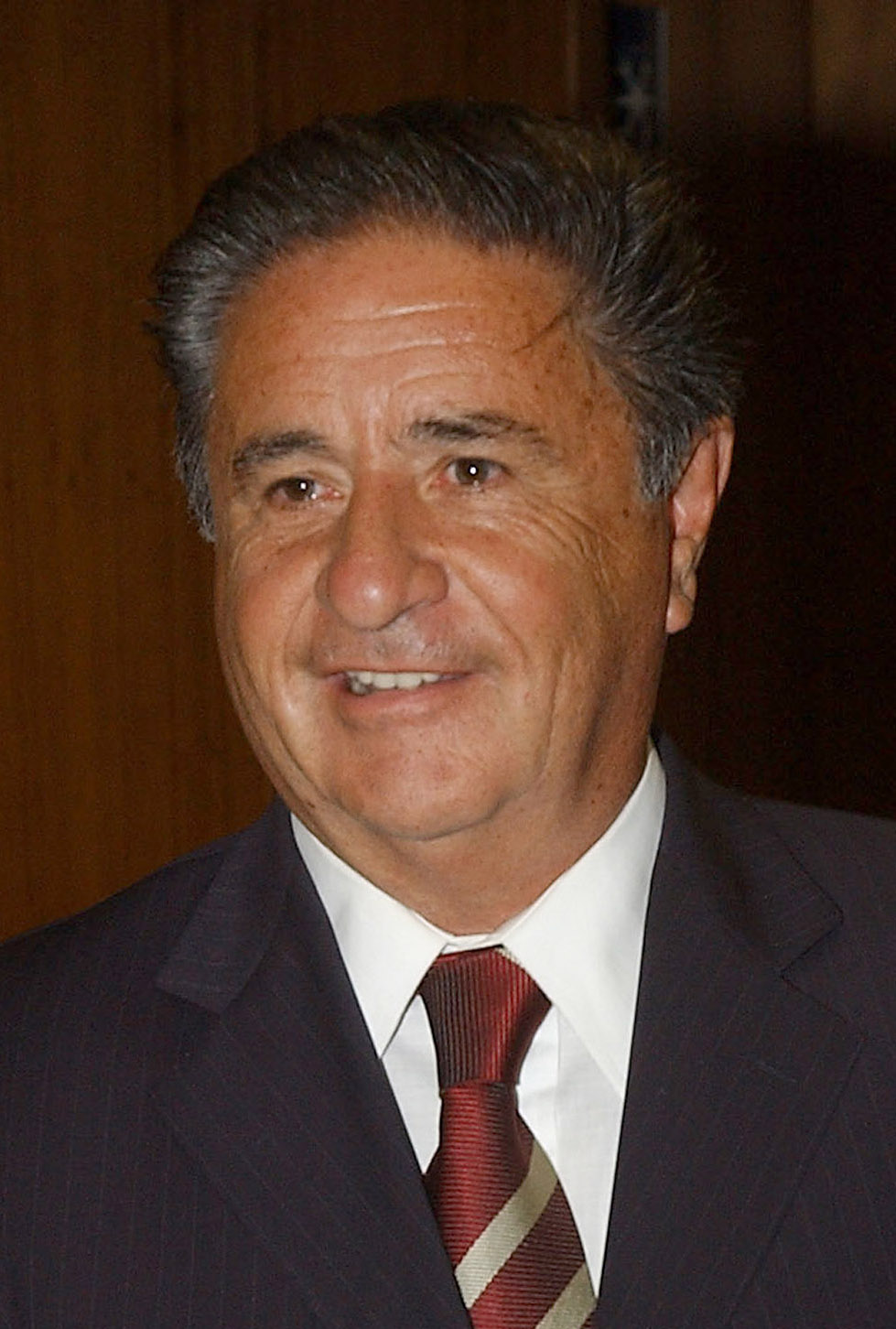
Eduardo Duhalde, presidente de la Argentina entre 2002 a 2003

El 6 de enero de 2002, el Gobierno de Duhalde promulga la Ley de Emergencia Pública y Reforma del Régimen Cambiario que deroga la convertibilidad y pesifica los créditos otorgados por el sistema financiero. Con fecha 9 de enero de 2002, el Gobierno publica el Decreto 71/2002 que establece el nuevo tipo de cambio oficial en 1,40 pesos por dólar estadounidense. Asimismo, el citado decreto reglamenta la pesificación de las deudas de las personas físicas y jurídicas de acuerdo al esquema de cambio de un peso ($ 1) = un dólar estadounidense (US$ 1) y manteniendo las demás condiciones originariamente pactadas.
El mismo 9 de enero, el Gobierno reglamenta el citado decreto mediante la Resolución 6/2002 del Ministerio de Economía, que establecía la reprogramación de los depósitos en cajas de ahorros, cuentas corrientes y en plazos fijos de acuerdo a un cronograma en función de los montos depositados.
Posteriormente, con fecha 3 de febrero del mismo año, el Gobierno promulga el Decreto n.º 214/2002 llamado de “Reordenamiento del Sistema Financiero” que dispuso:
1. A partir de la fecha del presente Decreto quedan transformadas a pesos todas las obligaciones de dar sumas de dinero, de cualquier causa u origen —judiciales o extrajudiciales — expresadas en dólares estadounidenses, u otras monedas extranjeras, existentes a la sanción de la Ley N.° 25.561 y que no se encontrasen ya convertidas a pesos.
2. Todos los depósitos en dólares estadounidenses u otras monedas extranjeras existentes en el sistema financiero, serán convertidos a pesos a razón de pesos uno con cuarenta centavos ($ 1,40) por cada dólar estadounidense, o su equivalente en otra moneda extranjera. La entidad financiera cumplirá con su obligación devolviendo pesos a la relación indicada.
3. Todas las deudas en dólares estadounidenses u otras monedas extranjeras con el sistema financiero, cualquiera fuere su monto o naturaleza, serán convertidas a pesos a razón de un peso por cada dólar estadounidense o su equivalente en otra moneda extranjera. El deudor cumplirá con su obligación devolviendo pesos a la relación indicada.

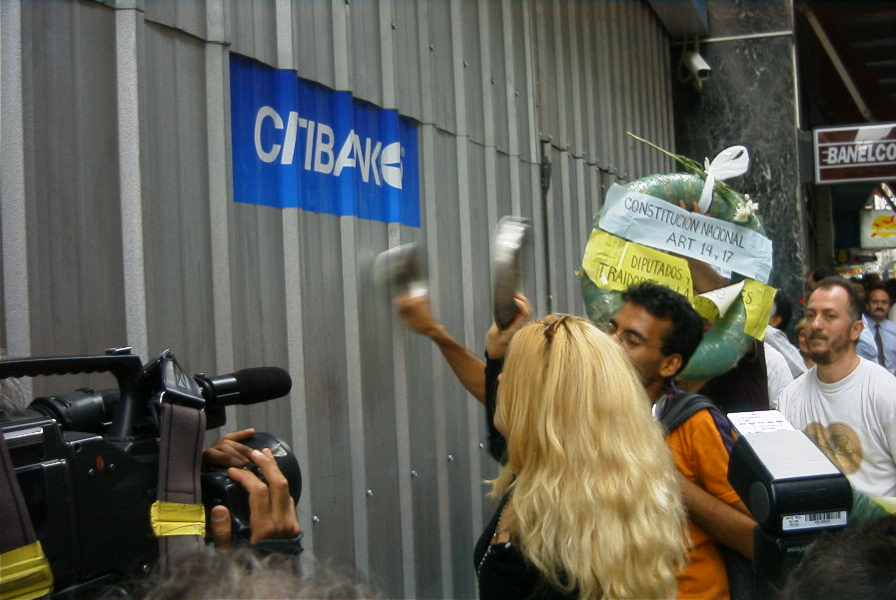
Una manifestante golpea con un plato la protección metálica del frente de una sucursal bancaria durante una protesta de ahorristas.

Se estableció de este modo la llamada “pesificación asimétrica” en la cual las deudas con el sistema financiero fueron pesificadas a razón de un peso por dólar, pero los depósitos en moneda extranjera fueron reconocidos por las entidades financieras a una tasa de cambio más favorable para el ahorrista a razón de $ 1,40 = US$ 1,00. La diferencia fue reconocida por el Gobierno nacional con un bono que se le entregó a los bancos para compensar dicha “asimetría”. Posteriores modificaciones permitieron una conversión de deudas en moneda extranjera más amplia, generando una importante licuación de pasivos de empresas, financiadas por el Gobierno nacional.

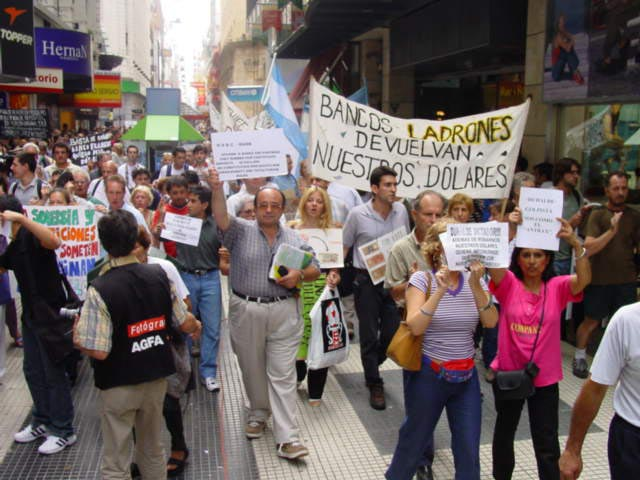
Una protesta contra bancos en el 2002.

## El fin del Corralón
El corralón finalizó oficialmente el 2 de diciembre de 2002, cuando el ministro de Economía Roberto Lavagna anunció la liberación de los depósitos retenidos por alrededor de 21.000 millones de pesos. La medida fue acompañada por controles cambiarios, por los cuales no se permitió a ninguna persona o empresa adquirir más de 100.000 dólares por mes.
Con fecha 28 de diciembre de 2006 la Corte Suprema de Justicia de la Nación avaló la pesificación y reprogramación de los depósitos, ordenando para un caso la devolución de los fondos a razón de $ 1,40 por dólar depositado más la inflación minorista que hubo en el período más una tasa de interés anual del 4%, sentando así jurisprudencia al respecto que beneficiaría a los ahorristas que aún mantenían juicios pendientes. El resultado representó una cifra de $ 3,08 por dólar.